# (2197) Shanghai
(2197) Shanghai (1965 YN) – planetoida z pasa głównego asteroid okrążająca Słońce w ciągu 5,62 lat w średniej odległości 3,16 au. Odkryta 30 grudnia 1965 roku.